# Ернст Берджесс
Ернст Вотсон Берджесс (англ. Ernest Watson Burgess) — видатний американський соціолог, представник Чиказької школи соціології. Жив у 1886—1966 роках.
Ім'я Ернста Берджесса відоме в американській соціології насамперед у числі основоположників Чиказької школи соціології, поряд з Робертом Парком і Вільямом Томасом. Якщо ідейним лідером, ключовою фігурою школи був Парк, то по частині методів дослідження Берджесс вирізнявся оригінальністю, надаючи загальним методологічним ідеям Парка конкретну форму. Можна вважати, що сприятливий інтелектуальний клімат у Чиказькій соціології на початку 1920-х установився завдяки цьому співробітництву.
Берджесс, на думку колег, мав якості, що прекрасно доповнювали Парка; комбінація здібностей обох дослідників давала потужне творче об'єднання. Неординарні методологічні орієнтації, велике знання сучасних методик, а також видатні організаторські здібності зробили Берджесса незамінною й невід'ємною частиною Чиказької школи.

## Життєвий шлях
Ернст В. Берджесс народився 16 травня 1886 у Тілбері (Онтаріо). Його батько був англіканським священиком; він заснував англіканську парафію у Тілбері, а, заодно й учителював у місцевій школі. Коли Ернсту було два з половиною роки, родина переїхала в Вайтхолл (Мічиган), де Ернст став відвідувати приватну школу. Уже у сім років виявилися його академічні здібності; його перший учитель називав Ернста «маленьким професором». У цю пору його мрією було стати викладачем в університеті, духовна кар'єра батька його не приваблювала.
У 1905 родина знову переїхала в Кінгфішер (Оклахома), де Е. Берджесс вступив у Кінгфішер-Коледж. По закінченні його у 1908 р. він збирався зайнятися англійською філологією в Мічиганському університеті. Але один із професорів Кінгфішер-Коледжу, випускник чиказького соціологічного факультету, рекомендував Е. Берджесса А. Смоллу, після співбесіди з яким Берджесс був прийнятий на соціологічний факультет у Чикаго. Тут він працював разом з «великою четвіркою» соціології А. Смоллом, Ч. Хендерсоном, Дж. Вінсентом і В. Томасом. Найбільший вплив на нього виявили, за словами Берджесса, Вінсент і Томас. Під враженням «Польського селянина в Європі й Америці» Берджесс почав дослідження російського селянина й зацікавився етнічними групами.
Захоплення расовими й етнічними проблемами було популярне у той час у Чикаго, особливо із приходом Р. Парка. Будучи протягом двох років президентом студентського соціологічного клубу, членом космополітичного клубу, міжнаціональної академічної групи, Берджесс активно займався дослідженням цих проблем. Однак до закінчення університету дисертацію він не представив. Після Чикаго Берджесс вирушив до Толедо (Іллінойс), де викладав у місцевому університеті протягом року; потім − в університеті штату Канзас.

## Книга «Вступ у науку соціології»
Після двох років роботи в Канзасі він ще рік викладає в університеті Огайо, потім у 1916 р. повертається в Чикаго, уже захистивши до того часу докторську дисертацію «Функція соціалізації в соціальній еволюції». Із цього часу починається його тридцятирічне співробітництво з Р. Парком і п'ятдесятилітнє віддане служіння університету Чикаго.
Е. Хьюз так описує початок плідного співробітництва:
|  | Передбачалося, що Берджесс буде читати вступний курс з соціології. Він попросив професора Бедфорда, який вів аналогічний курс, скласти його приблизний конспект. Бедфорд відмовився, пославшись на зайнятість. Тоді старший колега Берджесса Парк допоміг йому розробити програму лекцій вступного курсу, яка після апробації в аудиторіях стала знаменитим “Вступом у науку соціології Р. Парка і Е. Берджесса. |

Текст «Вступу» (передмови до глав і основний вступ) − перший зразок спільної творчості Парка й Берджесса − готувався дуже ретельно. Спочатку всі теоретичні положення обговорювалися в деталях, потім Берджесс переносив їх на папір, цей перший нарис Парк потім рецензував, переписував часом цілі сторінки, після чого Берджесс відшліфовував отриманий текст в остаточному варіанті. Берджесс не раз відзначав, що йому «дуже пощастило, коли він одержав можливість долучитися до творчого процесу разом з Р. Парком», який не залишав дослідження ні на хвилину.
Крім вступного курсу Берджесс читав також курси лекцій з: 1) соціальної патології; 2) кримінології і її соціальної інтерпретації, 3) соціології родини, теорії особистості і її дезорганізації. Ще одним спільним курсом Парка й Берджесса став курс по емпіричних (польових) дослідженням, який згодом був опублікований В. Палмером як підручник з методів соціологічного дослідження. Цей підручник став свого роду методичним доповненням до «Вступу в науку соціології», і Берджесс був безпосереднім керівником цієї роботи. У ньому виділені основні типи соціологічних методів, як вони уявлялися в той час чиказьким соціологам: монографічне дослідження, історичний метод, статистичні методи. Заключна глава підручника присвячена докладному розгляду дослідницьких методик і техніки монографічного дослідження, серед яких: спостереження, інтерв'ю, особисті документи й соціальне картографування.

Останнє в найбільшій мірі цікавило Берджесса, особливо на початкових етапах дослідження, і було для нього одним із джерел висування гіпотез і теоретичних новацій. Воно було пов'язане в першу чергу з дослідженням міського співтовариства в Чикаго, яке бачилося Берджессу так: 
|  | «Чикаго захлиснули хвилі іммігрантів з Європи. Особливо велика кількість прибулих була у період з 1890 по 1910 рік. Перша світова війна припинила цей потік, але відразу ж після війни він відновився із ще більшою силою. У той час, коли ми починали свої дослідження, багато які етнічні сусідські громади вже міцно встановилися, маючи свої церкви, школи, газети, ресторани, політиків… До цього ж часу настрої громадськості викристалізувалися в досить стійке упередження й ворожість до переселенців зі Східної й Південної Європи… Діти іммігрантів, виявившись між двох культур, не розділяли ні ідеалів своїх батьків, ні американських, хоча й ототожнювали себе з Новим Світом. Вони збиралися в так звані вуличні компанії, які поводилися відверто зухвало як відносно вимог батьків, так і по відношенню до соціальних норм американського суспільства в цілому». |

## Соціологія міста
Ранні спроби осмислити й досліджувати ці численні міські проблеми зводилися, по суті, як уважав Берджесс, до опису й доведенню до відомості міської громадськості випробувань і переживань мешканців нетрів, які в корені відрізняються від тих стереотипів, які їм приписують.
На початку 20-х рр. ця орієнтація «соціальної роботи» поступилася місцем реформізму іншого штибу − прагматистському, позитивістському, що потребував наукової підстави і, отже, наукових досліджень соціальних проблем. Позиція Берджесса відносно соціального реформізму була аналогічною до позиції Парка: він уважав, що соціологові не слід брати участь у політиці, захищаючи інтереси тієї або іншої соціальної групи, − це шкодить об'єктивності його досліджень. Але соціолог повинен концентрувати свій дослідницький інтерес на соціальних проблемах, що найбільше гостро стоять у даний момент, і сприяти їхньому розв'язанню наданням об'єктивної наукової інформації тим, хто повинен приймати політичні рішення.
Основним джерелом такої об'єктивної інформації, на якому і була зосереджена увага Берджесса, стали соціальні карти Чикаго. Спочатку це були карти розподілу підліткової злочинності, потім − кінотеатрів, танцмайданчиків і т. д. Спочатку − у так званий «період без фондів» (з 1916 по 1923 р.), − поки не був створений Комітет з вивчення місцевого співтовариства в Чикаго, що взяв на себе частину фінансування міських досліджень, основна робота з картографування велася за допомогою студентів університету. Із сукупності цих карт стала вимальовуватися ідея про те, що існує певний зразок і структура міста, і що різні типи соціальних проблем корелюють одна з одною.

## Бібліотека Харпера

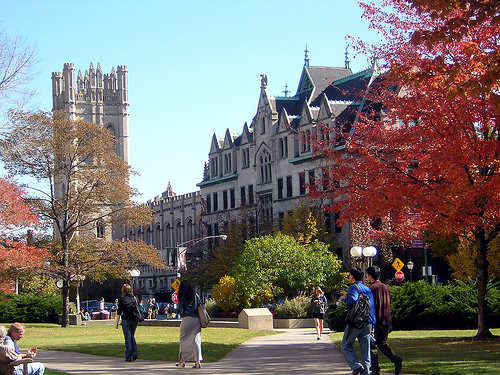
Чиказький університет — осередок Чиказької школи соціології

Студенти, активно задіяні в дослідженні міста й у картографуванні, зокрема, мали щасливу можливість контактувати й з Парком, і з Берджессом одночасно, які ділили робочий кабінет у східному флігелі бібліотеки Гарпера. Можна було запросто, почавши обговорення своєї теми з одним керівником, закінчити його з іншим. Студенти Парка спочатку фактично попадали до Берджесса: вони йшли до осмислення теоретичних основ соціології Парка через конкретні дослідження, проведені під безпосереднім керівництвом Берджесса. Серед них можна назвати такі відомі в американській соціології постаті, як Н. Андерсон, Ф. Трэшер, Е. Морер, Р. Кейвен, Л.Вірт, Х.Зорбо, Ф. Фрейзер, К. Шоу, Г.Маккей, Л.Коттрелл, Дж. Ландеско й ін. Їхні роботи стали складовою частиною й оригінальним внеском у глобальну дослідницьку програму Парка-Берджесса «Місто як соціальне лабораторія».
Берджесс, слідом за Парком, розглядав місто як «лабораторію» для вивчення різних аспектів людської поведінки. Однак "на відміну від хімічної чи фізичної лабораторії, куди можна доставити відповідні об'єкти для їхнього вивчення в контрольованих умовах, соціальні об'єкти не можуть бути витягнуті з їхнього середовища (особистості, групи, інститути… вони повинні вивчатися в «лабораторії співтовариства». Для перетворення реальних міських умов життя різноманітних співтовариств в «лабораторні» необхідно було створити відповідну інфраструктуру соціологічних досліджень у місті, здатну забезпечити соціологові умови роботи, порівнянні з умовами природознавців. Саме в цьому перетворенні Чикаго в «лабораторію» значення Берджесса неможливо переоцінити: він встановлював і підтримував контакти із всілякими міськими організаціями з метою одержання необхідних для дослідження даних, серед яких: Рада по соцзабезпеченню, Відділення охорони здоров'я, агентство, що займається підлітковою злочинністю, Комерційна асоціація, Міська ліга, різного роду міські клуби, нарешті, міжфакультетські контакти в університеті. Створений в 1923 р. перший комітет з вивчення місцевого співтовариства (що поклав кінець так званому «періоду без фондів» і початок «Організованої дослідницької програми») і фінансований з фонду Лаури Спелман Рокфеллер включав до свого складу Е. Берджесса як представника від соціології. Крім фінансової й інформаційної організації інфраструктури дослідження Берджессу належить заслуга в розробці оригінальної теоретичної концепції міського розвитку, що органічно доповнила соціально-екологічний підхід Парка.

## Концепція концентричних зон міста

Модель концентричних зон міста
Приміська зона
Житлова зона
Зона робочого класу
Зона переходу
Фабрична зона
Діловий центр

У 1925 р. Берджесс опублікував свою класичну роботу − «Ріст міста: вступ у дослідницький проект», де вперше розвив ідею концентричних зон у Чикаго. У спільній роботі Парка, Берджесса й Маккензі  ідея «концентричних зон» представлена Берджессом у наступному вигляді: зона І «LOOP» − центральний діловий район (Велика Петля в Чикаго); навколо центру розташовується проміжний, де розміщаються ділові контори й легка промисловість (І' «Factory zone»); зона III « Working class zone» − місце проживання робітників промислових підприємств, які витіснені із зони переходу (II «Zone of transition»), але поселилися поблизу місця роботи: за цією зоною слідує «зона резиденцій» (IV « Residential zone») особняків для однієї родини. Ще далі − приміська зона або зона міст-супутників (V «Commuter zone»), розміщен на віддалі 0,5−1-години їзди від ділового центру.
Концепція концентричних зон узагальнює й багато в чому конкретизується результатами районування Чикаго (на основі зібраних соціальних карт) на 75 взаємовиключних, якісно різних «природних районів», і понад 300 сусідських громад, які й визначили «просторовий тип Чикаго», що зберігається донині (телефонна книга Чикаго дотепер зберігає класифікацію районів і їх назви, запропоновані Берджессом). Результати цього районування, що проводився в основному з 1924 по 1930 р. на основі соціального картографування, стали основою для подальших досліджень міста й цінним допоміжним матеріалом для діяльності різних суспільних і політичних організацій міста. Чикаго, представлений у такому районованому вигляді, наочно демонстрував усю різноманітність поселенських типів, промислового передмістя, іммігрантських районів, ділових і комерційних зон, готельних і фешенебельних районів. У свою чергу, кожний з 75 районів являв собою "суспільство в мініатюрі, з його власною історією, традиціями, своїми проблемами й своїми уявленнями про майбутнє. Гайд Парк, Північний Центр, Бріджпорт, Південний Чикаго − це не просто назви на карті. Це різні складові усередині міста, кожна з яких, будучи його частиною, відіграє свою, особливу, роль у долі Чикаго.
Дослідження «природних районів», за Берджессом, повинно вестися за двома основними напрямами:
1. визначення просторового вигляду району, його топографії, розміщення місцевого співтовариства, фізичної організації не тільки ландшафту, але й створених людиною структур (житла, робочі місця, місця відпочинку й т.ін.);
2. вивчення його «культурного життя»: способу життя, звичаїв, стереотипів.

Ключовим процесом, що стимулюють міський ріст, Берджесс уважав міграцію, або мобільність: мобільність родин, індивідів, інститутів. Просторова мобільність найчастіше є показником і прискорювачем соціальної мобільності. Внутрішньоміська міграція, мобільність і рухливість кордонів (як просторових, так і соціальних) міської структури словом, динаміка міських процесів є змістом концепції концентричних зон. При цьому розвиток цієї динаміки в напрямку від центра до периферії носить, за Берджессом, циклічний, мовби хвильовий, характер. І в цілому пояснення цієї циклічності у Берджесса цілком відповідає соціально-екологічному циклу Парка. «Зараз, − писав Берджесс у 1964 р., − ми переживаємо новий зональний рух, коли відновлення міста починається із центру й поступово насувається на околиці, а ті розширюються в новому діапазоні».

## Дослідження міського середовища
Особлива увага Берджесса в дослідженнях міського середовища була спрямована на процеси соціальної й особистісної дезорганізації, оскільки вона змінює темп життя міста, соціальну дезорганізацію слід розглядати не стільки з погляду соціальної патології, скільки в контексті взаємодії й пристосування. що веде фактично до соціальної реорганізації.
Ситуація, що складалася в американських містах у цей період, багато в чому обумовила як реформістську орієнтацію дослідницьких інтересів, так і характер конкретних завдань, що ставилися перед соціологами: налагодження соціального контролю, регуляція взаємодії членів різних міських співтовариств, локалізація процесів дезорганізації й соціалізація «культурного нерозвиненого матеріалу» (мігрантів) у дусі американських ідеалів − словом, створення ефективних засобів соціального контролю. Одним з найбільш явних проявів «дезорганізації» був ріст злочинності серед молоді, особливо іммігрантської. Першими соціальними картами Чикаго, створеними Берджессом і його учнями, були карти розподілу юнацької злочинності.
За даними картографування, малолітні злочинці концентрувалися в так званих районах «розпаду» і в «перехідних» районах. Їх майже не було в упорядкованих фешенебельних районах. Для подальшого вивчення причин цього феномену потрібні були ретельніше дослідження й докладніші дані про специфіку кожного району й спільноти, його, що населяє. Що стосується подальших докладних досліджень злочинності, то тут важливу роль відіграв створений ще в 1910-ті рр. Інститут з вивчення молоді. Берджесс брав безпосередню участь у його роботі, будучи ініціатором і творцем соціологічної секції (1926) в Інституті.
Цю секцію очолив учень Є. Берджесса − К. Шоу, а потім туди увійшли інші його учні − Г. Маккей, Ф. Зоробо, Л. Коттрелл, К. Тіббітс. Частина їхніх робіт, виконаних під керівництвом Берджесса, стали згодом класичними дослідженнями в області соціологічної кримінології.
Особливої популярності набуло дослідження Берджесса (разом із Дж. Ландеско й К.Тіббітсом), виконане на замовлення слідчого управління Іллінойса щодо звільнення злочинця під слово честі (порука). У цілому для досліджень злочинності, проведених Берджессом і його учнями, характерне акцентування особистісних і соціально-психологічних аспектів даного явища. Берджесс прагнув виявити соціальні фактори особистісної дезорганізації для того, щоб визначити подальші шляхи її «реорганізації», або «реабілітації».

## Соціологія сім'ї
Схожий інтерес до формування й зміні особистісних, соціально значимих характеристик присутня й у роботах Берджесса про сімейні і шлюбні стосунки. Найперші емпіричні й теоретичні знахідки в області соціології  були зроблені знову ж у рамках дослідження соціальної екології міста й стосувалися впливу етнічних відмінностей у сусідських громадах на сімейно-шлюбні відносини, соціальної дистанції між партнерами. Потім, однак, ці дослідження усе більше зосереджувалися на міжособистісній взаємодії подружжя, на розподілі ролей у родині й т.ін.
Основні ідеї Берджесса з соціології родини викладені у статті «Родина як єдність взаємодіючих особистостей» (1926), книзі «Пророкування вдалого або невдалого» (1939), написаній у співавторстві з Коттреллом), спільній з П. Уоліном книзі на цю ж тематику (1953 р.). У теоретичному ж плані, мабуть, найбільший інтерес становить робота Берджесса (у співавторстві з Г. Локком) «Родина» (1945). Родина, стверджують автори, — «єдність взаємодіючих особистостей», те середовище, у якому окремий індивід стає особистістю. Ця «єдність» відбиває як стан соціальної організації, так і ступінь дезорганізації суспільства в цілому, отже, є й джерелом його «реорганізації». Вихідним пунктом особистісної дезорганізації, прояви якої Берджесс досліджував, зокрема в соціологічній кримінології, він уважав родину − відносини дітей і батьків. «Соціальні зразки», набуті в процесі соціалізації в родині, і не реалізовані, які не знайшли застосування за її межами, − основна причина психологічного конфлікту (особистісної дезорганізації), що обумовлює девіантну поведінку. Понад сто сторінок роботи присвячено інтерпретації формування особистості в родині в дусі психоаналітичних теорій Фрейда, Адлера, Юнга, Райха. Берджесс був одним із перших американських соціологів, котрі звернули увагу на можливості використання фрейдистської методології в соціологічній теорії.

## Методологічна різносторонність
Загальне захоплення неформалізованими методами дослідження, початок якому в Чиказькій школі було покладено «Польським селянином у Європі й Америці» В. Томаса та Ф. Знанецького, не залишило осторонь і Берджесса. Не заперечуючи важливого значення кількісних методів і прагнучи до оптимальної комбінації обох видів методів (формалізованих і неформалізованих), Берджесс все-таки вважає якісні методи по своїй суті первинними в соціальних дослідженнях. Найбільшою його увагою серед цих методів користувався монографічний, який всебічно описує й пояснює окремий соціальний факт, за допомогою різноманітних, відповідних до предмета процедур, які тільки може підказати дослідникові його фантазія.
Берджесс, наприклад, радив своїм учням, що досліджують місто, уважно вивчати романи Драйзера й Андерсона, аналізуючи свої дані про життя американського міста. Власне кажучи, case-study у тому виді, як його розумів Берджесс, − це не просто окремий метод поряд зі статистичними методами, а, скоріше, тип соціологічного дослідження, у якому перевага надається якісним методам у силу специфіки (унікальності) його об'єкта. Основна перевага використовуваних у монографічному дослідженні методів (аналіз особистих документів, біографій, інтерв'ю) полягає в їхній здатності розкрити «те, що криється під масками, які носять усі люди», «вони дозволяють проникнути у внутрішній світ спогадів і прагнень, страхів і надій іншої людини». Саме такі можливості надаються, на думку Берджесса, при вивченні щоденників, особистих листів, автобіографій тощо Найважливішими методами в соціології він вважає взаємодію з респондентом (опитування) і аналіз особистих документів.
Пристрасть до якісних методів не заважала Берджессу одному з перших освоювати й застосовувати у своїх дослідженнях статистичні методи. Він був серед перших соціологів у Чикаго, що використовували комп'ютер при обробці даних. Методологічна різнобічність і сприйнятливість Берджесса безумовно пов'язана з його орієнтацією на емпіричне обґрунтування наукових пошукувань, з тематичною мобільністю й соціально-реформістською спрямованістю.

## Організаційна діяльність

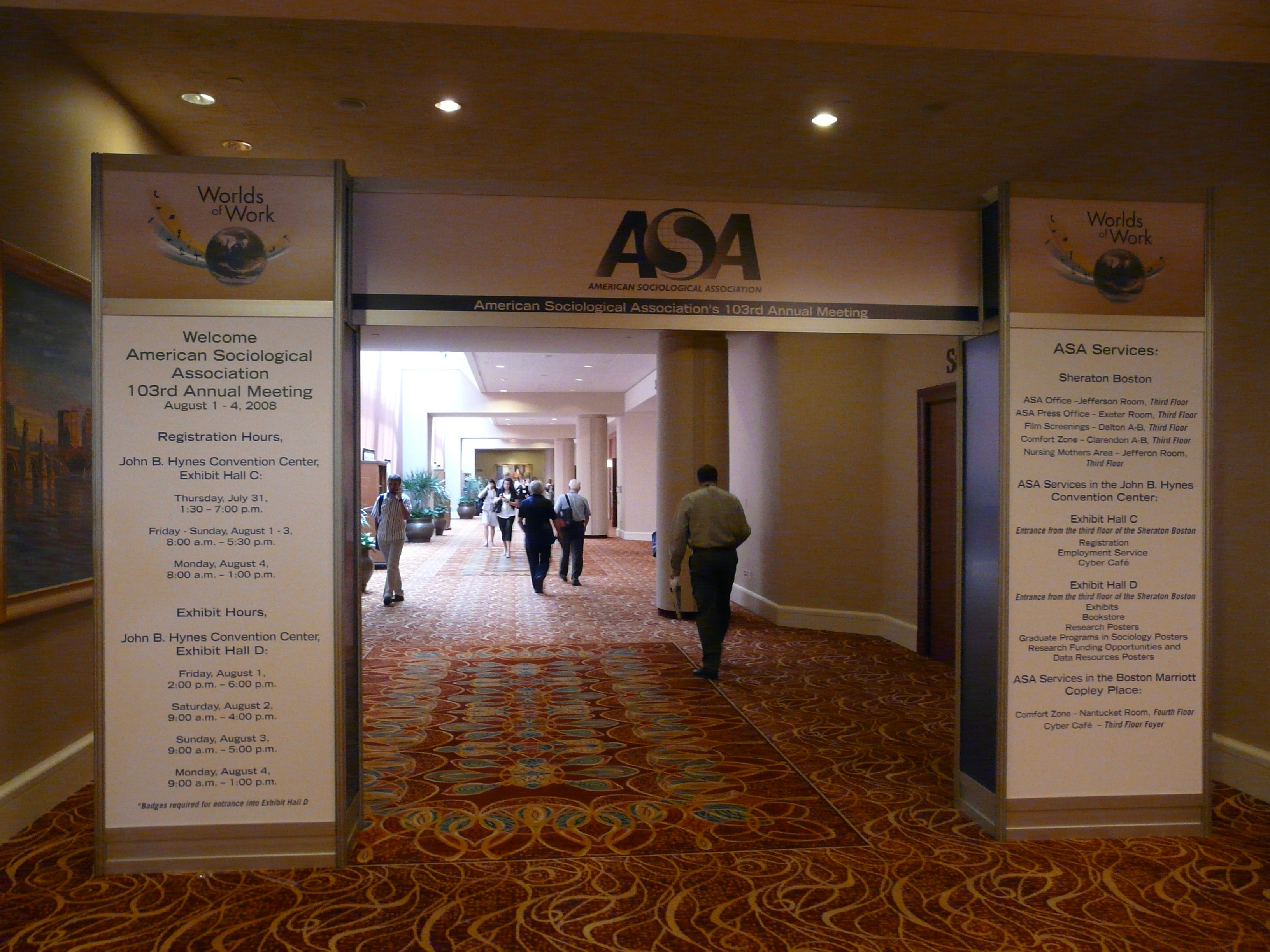
Конференція американської соціологічної асоціації, президентом якої Берджесс був у 1920—1930 рр.

Почуття міри, терпимість і сприйнятливість до неординарних явищ дозволяли Берджессу встановлювати контакти із всілякими людьми, співробітничати в найрізноманітніших організаціях. Наприклад, його знайомство із представниками деяких груп сумнівної поведінки стало причиною обвинувачення його в неблагонадійності; на публічному слуханні цієї справи в комітеті конгресу Берджесс змусив своїх опонентів відмовитися від обвинувачень. Ф. Хаузер уважав Берджесса «ідеальним типом колеги», який завжди був спокійний, розважливий і вмів підібрати потрібне слово, потрібний жест, щоб запобігти конфлікту. Він був опорою й захистом для студентів не тільки в науковому плані, але й в матеріальному, а також у просуванні кар'єри.
Організаторська діяльність Берджесса відрізняється рідкісною різноманітністю й інтенсивністю: він представляв різні громадські організації, брав участь у безлічі урядових і неурядових комітетів, десять років був секретарем Американського соціологічного товариства (1920−1930), його президентом (1934), головним редактором «Американського журналу соціології» (1936−1940), брав активну участь у роботі Комітету з досліджень у соціальних науках. Під час Другої світової війни Берджесс зайнятий у Комітеті з національної оборони, займається питаннями реабілітації ветеранів війни і їх адаптацією до післявоєнного життя; знаходить час і для занять геронтологією, які увінчалися створенням в 1949 р. геронтологічного товариства. Завдяки активності Берджесса і його учнів, Чикаго стає також центром з вивчення соннальногеронтологічних проблем. За участі Берджесса засновані Товариство з вивчення соціальних проблем, Національна рада з сімейних відносин, Центр з вивчення родини й спільноти (у Чикаго) та ін.
В останні роки життя Берджесс часто хворів, і смерть його сестри, з якою він не розлучався 35 років, стала для нього, тяжким потрясінням. Він помер у Чикаго в 1966 р. у віці вісімдесяти років. Задовго до цього він заповів своє майно Чиказькому університету з таким наміром, щоб там був заснований Фонд Е. Берджесса для допомоги студентам і розвитку соціологічних досліджень.

## Сучасники про Берджесса
|             | Більш, ніж хто б то не був, сприяв розвитку соціології в Сполучених Штатах. Берджесс був невтомний у формуванні й розширенні інституціональних основ нашої дисципліни... Берджессу належить величезна заслуга у впровадженні й зміцненні інтересів соціології як на загальнонаціональному рівні, так і в Чиказькому університеті. |
| — Г. Блумер | |

|          | Він жив за правилами сільського протестанта Середнього Заходу, які пропонують “помірність у всьому”. Але при цьому його інтелект був далекий від забобонів і обмеженості... Тому його оцінки завжди були зважені й не відрізнялися крайньою категоричністю. |
| — Д. Бог | |

## Цікаві факти
- Уже у сім років Е. Берджесс виявив непересічні здібності; його перший учитель називав Ернста «маленьким професором».
- На початку викладацької кар'єри в Чиказькому університеті (1916) Берджессу запропонували читати вступний курс з соціології. Він попросив професора Бедфорда, який вів аналогічний курс, скласти його приблизний конспект. Бедфорд відмовився, пославшись на зайнятість. Тоді старший колега Берджесса Парк допоміг йому розробити програму лекцій вступного курсу, яка після апробації в аудиторіях стала знаменитим «Вступом у науку соціології Р. Парка і Е. Берджесса».
- Вивчивши російську мову, Берджесс відвідав у 1926 р. СРСР, де досліджував вплив комуністичної філософії на традиційну форму російської родини.
- Е. Берджесс був серед перших соціологів у Чикаго, що використовували комп'ютер при обробці даних.
- Берджесс умів встановлювати контакти із всілякими людьми. Так, його знайомство із представниками деяких груп сумнівної поведінки стало причиною обвинувачення його в неблагонадійності; на публічному слуханні цієї справи в комітеті конгресу Берджесс змусив своїх опонентів відмовитися від звинувачень.

## Виноски
1. ↑  Математичний генеалогічний проєкт — 1997.
2. ↑  NNDB — 2002.
3. ↑  https://www.asanet.org/about/governance-and-leadership/council/presidents/ernest-w-burgess
4. ↑  Вимова прізвища Берджесс. Архів оригіналу за 9 квітня 2010. Процитовано 14 червня 2011.